# Азербайджанський медичний університет
Азербайджанський медичний університет — один з найбільших вишів в Азербайджані. В університеті навчається понад 8 тисяч студентів. В АМУ 7 навчальних корпусів, 7 факультетів та 75 кафедр. На 75 кафедрах університету працюють 2 академіка, 1 член-кореспондент АН, 15 заслужених діячів науки, 21 заслужений лікар, 118 професорів, 248 доцентів, 513 асистентів, 212 викладачі з різних спеціальностей, 142 доктора і 692 кандидати наук. Щорічно до університету вступають на різні факультети (лікувальна справа — 6 років, педіатрія — 6 років, стоматологія — 5 років, медично-біологічний факультет — 5 років, медично-профілактичний факультет — 5 років, військово-медичний факультет — 5 років, фармацевтичний факультет — 4 роки — бакалавр, магістратура — 2 роки, фельдшер — 2 роки) 1200 студентів. Серед них 60 іноземців з країн Азії, Африки, Латинської Америки. Для проживання студентів та аспірантів під час навчання є 8 корпусів гуртожитків, що здатні надати житлові кімнати всім приїжджим. До послуг студентів спортивний комплекс з басейном, тренажерними залами та безліччю різноманітних спортивних секцій. Бібліотека університету налічує близько 800000 навчальної та наукової літератури. Нині університет має базу відпочинку «Табіб» на березі Каспійського моря в селі Набрань.

## Історія
Початок підготовки медичних кадрів вищої кваліфікації в Азербайджане було покладено у вересні 1919 року. Того ж року рішенням Парламенту Азербайджанської Демократичної Республіки було започатковано Бакинський державний університет у складі чотирьох факультетів, в тому числі медичного. У короткий термін було організовано Спеціальну підготовчу комісію під керівництвом видатного хірурга професора І. Разумовського. В серпні того ж року було проведено вступні іспити і набрано перший клас студентів — майбутніх лікарів.
Провідну роль у розвитку Інституту відіграли вчені — професори: І. Широкогоров, С. Давиденков, Ф. Ільїн, Л. Левін, Н. Ушинський, К. Малиновський й інші. Перші 30 студентів, хто отримав шляхетне звання лікаря, були випущені 1922 року. Серед них були також дві молоді азербайджанські жінки: Аделя ханум Шахтахтинська, згодом стала першим доктором наук, професор Джейран ханум Султанова — у майбутньому — відома лікар-практик. З лав інституту виходять перші національні науково-педагогічні кадри: Мір-Касимов, Топчибашев, Алієв, Ісмаїл-заде й багато інших.
Значним кроком у розвитку системи підготовки лікувальних та наукових медичних кадрів стала Постанова Ради Народних Комісарів Азербайджанської РСР від 9 травня 1930 року № 287/99 «Про реорганізацію медичного факультету Бакинського Університету на самостійний медичний інститут з двома факультетами: лікувально-профілактичним та санітарно-гігієнічним.
Першим ректором медичного інституту був М. Н. Кадирлі (1930). Надалі інститутом керували Н. Д. Мамедлі (1931—1932), А. М. Алієв (1932—1934), Мірза Давуд Гусейнов (1934—1935), Азіз Алієв (1935—1938), М. А. Алієв (1938—1942), З. М. Мамедов (1943—1946), Б. А. Ейвазов (1946—1964), Х. Гасанов (1964—1968), В. Меджидов (1968—1972), З. Д. Мамедов (1983—1992).
З 1992 року університет очолив лауреат Державної премії, чинний член Польської академії наук, член Асоціації Всесвітніх Онкологів та Європейської Асоціації Відновлювальної Хірургії, заслужений діяч науки, доктор медичних наук, чинний член Національної Академії Азербайджану, професор Ахліман Амірасланов.
З перших днів роботи інституту державою приймається рішення організувати сектор з викладанням азербайджанською мовою. До цього часу створюються нові кафедри, видаються перші підручники й посібники національною мовою, за якими навчались тисячі азербайджанських юнаків та дівчат.
Медичний інститут не припиняв свою роботу й у роки другої світової війни. Інститут готував лікарів для фронту, а надавав велику практичну допомогу евакуаційним шпиталям. За 1941—1944 роки інститут підготував 2082 лікарів.
29 квітня 1957 року стало історичною датою для Азербайджанського медичного інституту. Указом Президії Верховної Ради Азербайджанської РСР медичному інституту було присвоєно ім’я громадського діяча, лікаря та письменника Нарімана Наріманова. Вся подальша діяльність ВНЗ була пов’язана з його ім’ям.

## Факультети
- Лікувальний I
- Лікувальний II
- Педіатричний
- Стоматологічний
- Фармацевтичний
- Медично-профілактичний
- Військово-медичний

## Відомі випускники та викладачі
- Фаїг Джафаров
- Ягуб Мамедов
- Багіров Мамед Мансурович